# 萊貝克 (密蘇里州)
萊貝克（英語：Lebeck）是位於美國密蘇里州錫達縣的非建制地區。

## 歷史
萊貝克的郵局於1871年設立，其後於1907年停運。

## 地理
萊貝克所處的海拔為高於海平面284米（即932英呎），而該地所採用的時區為UTC-6，即北美中部時區（CST）。同時該地設有夏令時間，為UTC-6調快一小時，即UTC-5（CDT）。